# Portrait d'Anne
Portrait d'Anne est une huile sur toile peinte par Nicolas de Staël début 1953 à Lagnes, alors que sa fille, Anne de Staël, née de sa première compagne Jeannine Guillou en février 1942, n'avait pas encore douze ans.
La toile est répertoriée à cette date dans le catalogue raisonné de Françoise de Staël sous le no 721. Elle s'inscrit dans la lignée de la recherche sur la figure humaine, initiée par le peintre avec des figures masculines : Les Footballeurs et poursuivie avec un très grand nombre d'études de figures féminines, notamment de nus.
Dans le catalogue raisonné, le portrait d'Anne est précédé de treize études de nus couchés, assis, accoudés, debout, tous datés de  1953. Ce sont des huiles sur toile de petits formats à l'exception de deux grandes toiles : Figure (Staël 1953) huile sur toile verticale 100 × 73 cm et Figure debout (Figure), 73 × 100 cm. Plus tard, Anne de Staël a  étudié attentivement toutes les étapes des recherches de son père sur le nu, et elle a accordé une importance toute particulière aux nus à l'encre de Chine que Staël a réalisé l'année précédente en 1952, en particulier l'encre de Chine intitulée Nu 1953 (encre de Chine), encre de Chine sur papier 41,3 × 53,7 cm qu'elle reproduit dans son  ouvrage Staël, du trait à la couleur, et qui est présenté sur le site de l'exposition d'Antibes 2014.
Le Portrait d'Anne, (portrait-figure, portrait-silhouette), est suivi la même année de Nu : une inconnue, nu couché, Nu debout (Staël I), Femme assise (Staël), Grand nu orange, Figure, nu assis, figure accoudée, Nu Jeanne, (Nu debout)
Anne a évoqué dans ses poèmes la période où son père a peint son portrait, une silhouette penchée, dos droit, qui exprime la force « Nous devions d'abord franchir l'incolore pour atteindre à un dos de couleur. » Portrait d'Anne au musée Unterlinden

## Contexte
Le tableau a été peint en juillet 1953, c'est-à-dire avant le voyage familial en Italie, en Sicile et en Toscane organisé début août 1953, par le peintre qui a entassé dans son Tube Citroën Françoise enceinte de son dernier fils, les enfants, et deux amies dont : Ciska Grillet, amie de René Char, et Jeanne Mathieu, fille d'un couple amis de Char qui faisaient partie en 1943-1944 des mêmes réseaux de résistance que le poète. Pendant le voyage, et au retour, la passion de Staël pour Jeanne va éclater, brisant le cercle familial.
Mais au moment où il fait le portrait d'Anne, le peintre ne songe qu'à préserver le présent de l'enfant, « (...) taillant son au-delà, sa grandeur, sa résistance. » À un peu plus de dix ans d'intervalle, Staël convoque Jeannine avec le mot portrait (Portrait de Jeannine, Portrait d'Anne) alors que la longue silhouette élancée de sa fille, qui n'est pas sans rappeler la sienne même et celle de Jeannine Guillou, est une étape importante dans la progression du peintre et sa recherche sur la figure féminine.
Staël s'efforce de prendre les formes au pied du mur et par là même, grâce à une persévérance sans équivoque, les fait fonctionner dans ce qu'elles ont d'essentiel parce qu'il est arrivé à un raisonnement spécifiquement artistique et plastique. Il écrit, un peu plus tard, à Jacques Dubourg : « Ma peinture, je sais ce qu'elle est sous ses apparences, sa violence, ses perpétuels jeux de force c'est une chose fragile dans le sens du bon, du sublime, c'est fragile comme l'amour. »

## Description
À l'exception de Jeannine Guillou, aucun modèle n'a jamais posé pour Staël. Il a réalisé le portrait d'Anne de mémoire, tout comme il fera ensuite pour le Portrait de René Char, et pour les nus et figures féminines dont Françoise, Anne de Staël, et Jeanne Mathieu sont les inspiratrices principales.
De sa fille, il a retenu l'allure, les proportions, usant des couleurs vives : bleu éclatant pour la chevelure, jambe avancée indiquant le mouvement, ceinture rouge vif, rouge du visage. Anne de Staël s'est demandé « pourquoi le rouge de Vélasquez est toujours en avant sur le temps, cet espace qui anticipe et donne un sol. » Selon Daniel Dobbels, la peinture de Staël ne cesse pas de s'élever jusqu'à ces états qui, d'un tableau à l'autre gagnent le jour en montant d'un ton, en laissant se profiler le timbre d'une autre voix qui s'est adossée à l'oubli
À l'inverse des autres figures féminines, la silhouette d'Anne véhicule un aspect volontaire, fort, que l'on retrouve plus tard dans un de ses poèmes sur la peinture lorsqu'elle décrit un épisode où elle devait transporter un tableau de son père par vent de mistral. « Le Portrait d'Anne, si composite, si contredit par cette force qui prend tout sur elle, jusqu'aux heures qui ne se vivent pas et ainsi ne tombent pas. La grande oblique du dos, chevelure bleue, tirée par ce bloc noir fort de la plus ancienne inertie, coupé et cintré comme une veste d'usure - et toujours resplendissante. »

## Expositions
Le Portrait d'Anne  a été montré dans de nombreuses expositions : Arles (1958), Turin (1960), Rotterdam (1965), Boston-Chicago-New York en 1965-1966, Saint-Paul-de-Vence (rétrospective Staël 1972), Paris (Galeries du Grand Palais), rétrospective Staël 1981. Il fait partie de l'exposition d'Antibes jusqu'au 7 septembre 2014 intitulée : La Figure à nu, hommage à Nicolas de Staël, dont le reportage-vidéo de V. Varin, E. Jacquet, et N. Brancato montre, dans l'ordre d'apparition à l'image : Nu couché bleu (1955), Figures (Staël) (1953), Femme assise (Staël) (1953), Figure, nu assis, figure accoudée 1953, une version du Parc des Princes, (1952), Portrait d'Anne (1953), Le Concert (Le Grand Concert : L'Orchestre), 1955, huile sur toile 350 × 600 cm (1955), dernier tableau de Staël appartenant au Musée Picasso (Antibes), avec les commentaires de Anne de Staël et de Jean-Louis Andral, directeur des musées d’Antibes.